# Monocranum
Monocranum là một chi rêu trong họ Dicnemonaceae.